# U.S. Women's Hard Court Championships 1993
L'U.S. Women's Hard Court Championships 1993 è stato un torneo di tennis giocato sul cemento.
È stata la 28ª edizione del torneo, che fa parte della categoria Tier II nell'ambito del WTA Tour 1993.
Si è giocato a Stratton Mountain negli Stati Uniti, dal 26 luglio al 1º agosto 1993.

## Campionesse

### Singolare
Conchita Martínez ha battuto in finale  Zina Garrison con il punteggio di 6–3, 6–2

### Doppio
Elizabeth Sayers-Smylie /  Helena Suková hanno battuto in finale  Manuela Maleeva-Fragniere /  Mercedes Paz con il punteggio di 6–1, 6–2